# HMS Illustrious (R87)
Pour les autres navires du même nom, voir HMS Illustrious.
Le HMS Illustrious est un porte-avions britannique actif pendant la Seconde Guerre mondiale. C'est le premier bâtiment de la classe Illustrious, qui en compte trois autres (Victorious, Formidable, Indomitable).
Il participe notamment à endommager très grièvement le Conte di Cavour lors de la bataille de Tarente face à la flotte italienne, dans la nuit du 11 au 12 novembre 1940.

## Conception
Le navire est construit par le chantier naval Vickers-Armstrongs à Barrow-in-Furness. Les premiers essais sont effectués en mai 1940 : la vitesse de pointe du bateau, mesurée lors des essais en pleine puissance, est alors de 31 nœuds (57 km/h).
Premier navire de sa classe, il répond aux exigences de l'état-major britannique afin de renforcer le blindage des porte-avions. La ceinture a 102 mm d'épaisseur comme les hangars, 76 mm pour le pont. L’Illustrious se différencie de l'Ark Royal par le nombre de ses hangars et sa longueur : l’Illustrious ne possède qu'un seul hangar et est plus court, ce qui permet une réduction du poids et une meilleure stabilité. Il peut abriter 36 avions, le reste étant disposé sur le pont, portant l'effectif à 54.
Les coûts sont divisés en trois parties distinctes en 1939 :
- coût de construction : 3 800 000 £
- coût du matériel électronique : 13 500 £
- coût des appareils : 600 000 £

## Équipement
Le porte-avions connaît une grande diversité d'aéronefs, d'abord des avions de l'entre-deux-guerres, puis des avions plus modernes en prêt-bail par l'armée américaine.
| Squadron                | Avions utilisés                                  | Embarqué (depuis – jusqu'à)                                     | Notes                                                                      |
| ----------------------- | ------------------------------------------------ | --------------------------------------------------------------- | -------------------------------------------------------------------------- |
| 806 Naval Air Squadron  | Blackburn Skua Fairey Fulmar Grumman F4F Martlet | 11 Juin 1940 – 11 Janvier 1941 29 Mai–19 Octobre 1942           | –                                                                          |
| 810 Naval Air Squadron  | Fairey Swordfish Fairey Barracuda                | 2–8 Decembre 1941 10 Mars 1942 – 2 Novembre 1944                | –                                                                          |
| 815 Naval Air Squadron  | Fairey Swordfish Grumman TBF Avenger             | 11 Juin 1940 – 10 Janvier 1941 17 September – 14 October 1954   | –                                                                          |
| 819 Naval Air Squadron  | Fairey Swordfish                                 | 11 Juin 1940 – 10 Janvier 1941                                  | démantelé en 1941                                                          |
| 829 Naval Air Squadron  | Fairey Albacore Fairey Swordfish                 | 2–8 Decembre 1941 7 Mars – 21 Septembre 1942                    | démantelé en 1942                                                          |
| 832 Naval Air Squadron  | Grumman TBF Avenger                              | 3–25 Mai 1944                                                   | –                                                                          |
| 845 Naval Air Squadron  | Grumman TBF Avenger                              | 3–27 Mai 1944                                                   | –                                                                          |
| 847 Naval Air Squadron  | Fairey Barracuda                                 | 28 Novembre 1943 – 18 Juin 1944                                 | –                                                                          |
| 854 Naval Air Squadron  | Grumman TBF Avenger                              | 1 Decembre 1944 – 18 Mai 1945                                   | –                                                                          |
| 878 Naval Air Squadron  | Grumman F4F Martlet                              | 8 Juin–18 Octobre 1943                                          | –                                                                          |
| 881 Naval Air Squadron  | Grumman F4F Martlet Fairey Fulmar                | 15 Mars 1942 – 18 Fevrier 1943                                  | –                                                                          |
| 882 Naval Air Squadron  | Grumman F4F Martlet                              | 22 Mars–7 Septembre 1942                                        | Fusionné avec l'escadron 881                                               |
| 890 Naval Air Squadron  | Grumman F4F Martlet                              | 14 Juin–19 Octobre 1942                                         | –                                                                          |
| 894 Naval Air Squadron  | Supermarine Seafire IIC                          | 24 Juillet–24 Août 1943 20 September–18 October 1943            | –                                                                          |
| 1830 Naval Air Squadron | Vought F4U Corsair II Fairey Firefly             | 9 Decembre 1943 – 28 Juillet 1945 Août 1949 - 10 Septembre 1949 | démantelé en 1945 puis reconstitué en 1949 pour l'entrainement sur Firefly |
| 1833 Naval Air Squadron | Vought F4U Corsair II                            | 22 Decembre 1943 – 28 Juillet 1945                              | démantelé en 1945                                                          |
| 1837 Naval Air Squadron | Vought F4U Corsair II                            | 10 Juin 1944 – 27 Juillet 1944                                  | Transféré ensuite vers le HMS Victorious                                   |

- 1940 : 15 Fairey Fulmar, 18 Fairey Swordfish
- 1944 : 14 Corsair et 15 Fairey Barracuda II
- 1945 : 32 Corsair et 21 Avenger

## Service
Sa première utilisation par la flotte britannique a eu lieu à Pantelleria le 2 septembre 1940, puis deux jours plus tard avec des frappes contre les aérodromes italiens de Maritza et de Callato installés à Rhodes (île italienne à cette époque) puis en menant des missions de mouillage de mines aéroportées pour bloquer le port de Benghazi.
Le 28 septembre 1940 le porte-avions accompagné de destroyers et des cuirassés HMS Warspite et HMS Valiant couvre les croiseurs légers HMS Liverpool et HMS Gloucester qui transportent des troupes en direction de Malte.
Le 8 octobre 1940 l'Illustrious appareille d'Alexandrie en compagnie du porte-avions HMS Eagle, des cuirassés HMS Malaya HMS Ramillies HMS Valiant HMS Warspite, des croiseurs HMS Ajax, HMS Gloucester, HMS Liverpool, HMS Orion, HMAS Sydney et HMS York ainsi que de neuf destroyers (dont deux australiens). C'est l'opération MB6, une opération de couverture des convois MF-3 (Alexandrie-Malte) et MF-4 (Malte-Alexandrie). Le 12 la flotte organisée autour de l'Illustrious est attaquée par des vedettes lance-torpilles dont trois sont coulées. Le 23 octobre 1940 le HMS Illustrious mouille des mines pour bloquer Tobrouk.

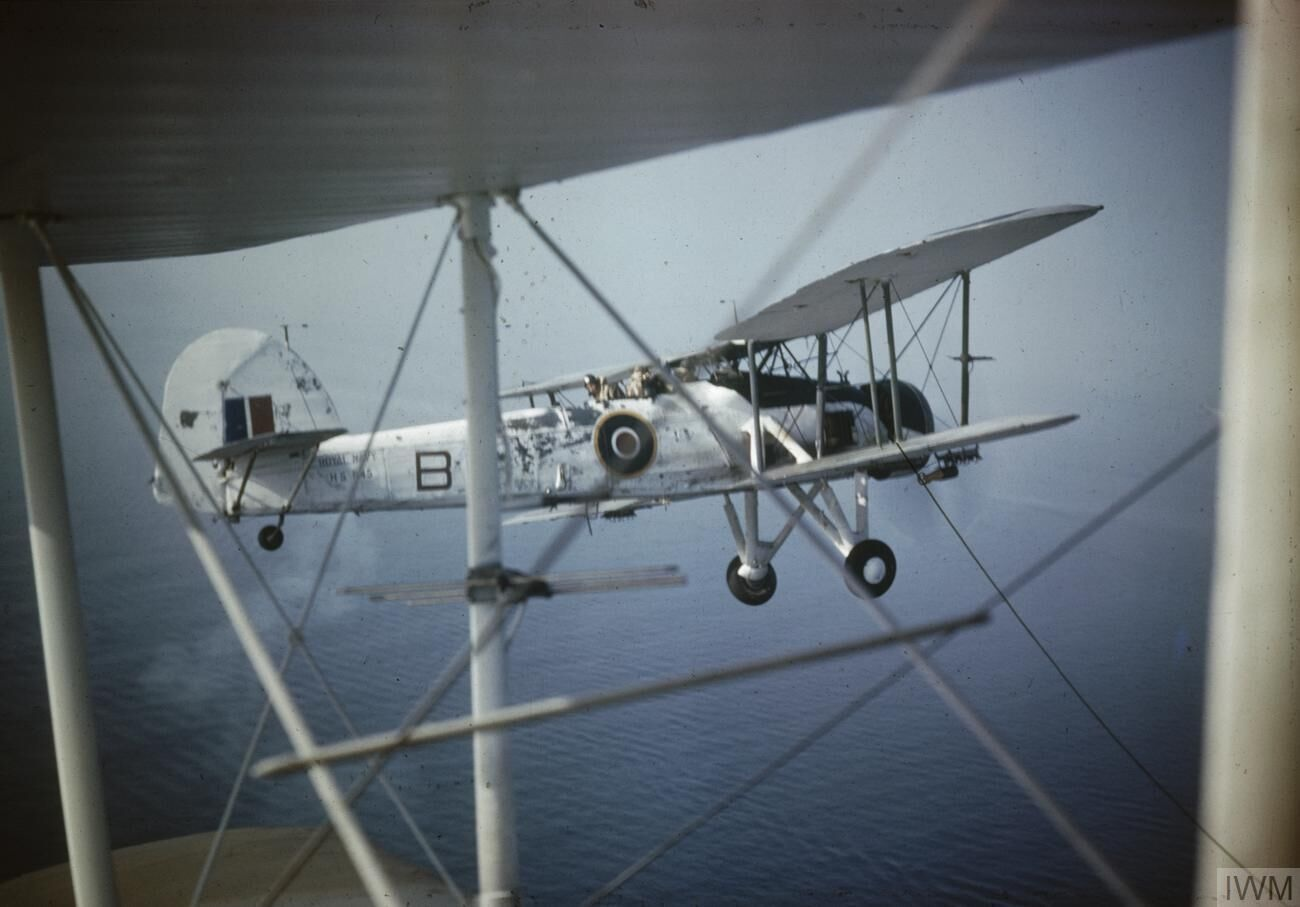
Fairey Swordfish en 1943

Le HMS Illustrious est l'élément principal de l'attaque aérienne sur le port militaire italien de Tarente. Ses Fairey Swordfish réussissent à mettre hors d'usage le Conte di Cavour qui à l'armistice en 1943 ne sera toujours pas réparé. Durant cette bataille, trois autres navires sont endommagés, les cuirassés Vittorio Veneto et Caio Duilio, le croiseur Trento dans le port intérieur. Le bilan de l'action anglaise est de 85 morts, dont 55 civils, et 581 blessés ; en plus des navires de guerre, divers navires de commerce sont endommagés et les dépôts de carburant bombardés.
Le 10 janvier 1941, le porte-avions est touché par des bombardiers allemands avant de subir une nouvelle attaque à Malte où il est en réparation. Il est ensuite envoyé à Alexandrie puis à Norfolk où il reste jusqu'à fin 1941 quand il entre en collision avec son sister-ship HMS Formidable le 16 décembre 1941, quatre jours après avoir quitté Norfolk. Les deux navires sont assez sérieusement endommagés, le HMS Formidable arrivant à Belfast le 21 décembre pour des réparations jusqu'au 3 février 1942. Le HMS Illustrious lui rallie Faslane le 21 décembre 1941 pour des réparations jusqu'à la fin février 1942.

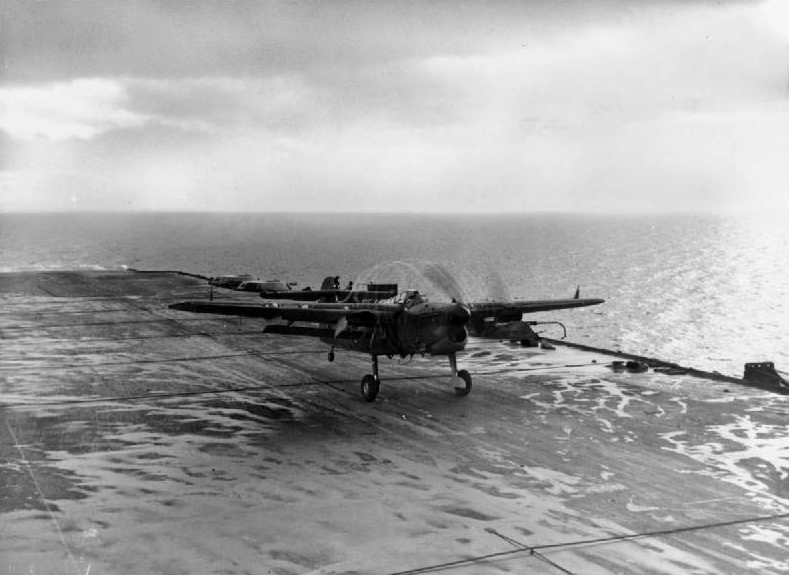
Fairey Barracuda décollant du HMS Illustrious en 1943

Il participe au début de l'Opération Ironclad puis part le 20 mai 1942 vers Ceylan, sa nouvelle base.
Il participe ensuite à des opérations dans l'océan Indien avant de d'être présent lors du débarquement de Salerne en 1943.
Le 5 janvier 1943 il rentre en Grande-Bretagne subir une importante refonte : son pont d'envol est agrandi, les radars du bord mis à jour, la DCA renforcée et deux brins d'arrêt supplémentaires installés.
Le HMS Illustrious est affecté à la Home Fleet, participant à des raids aéronavals contre la Norvège menés en compagnie du porte-avions HMS Unicorn du 6 au 10 juillet 1943.

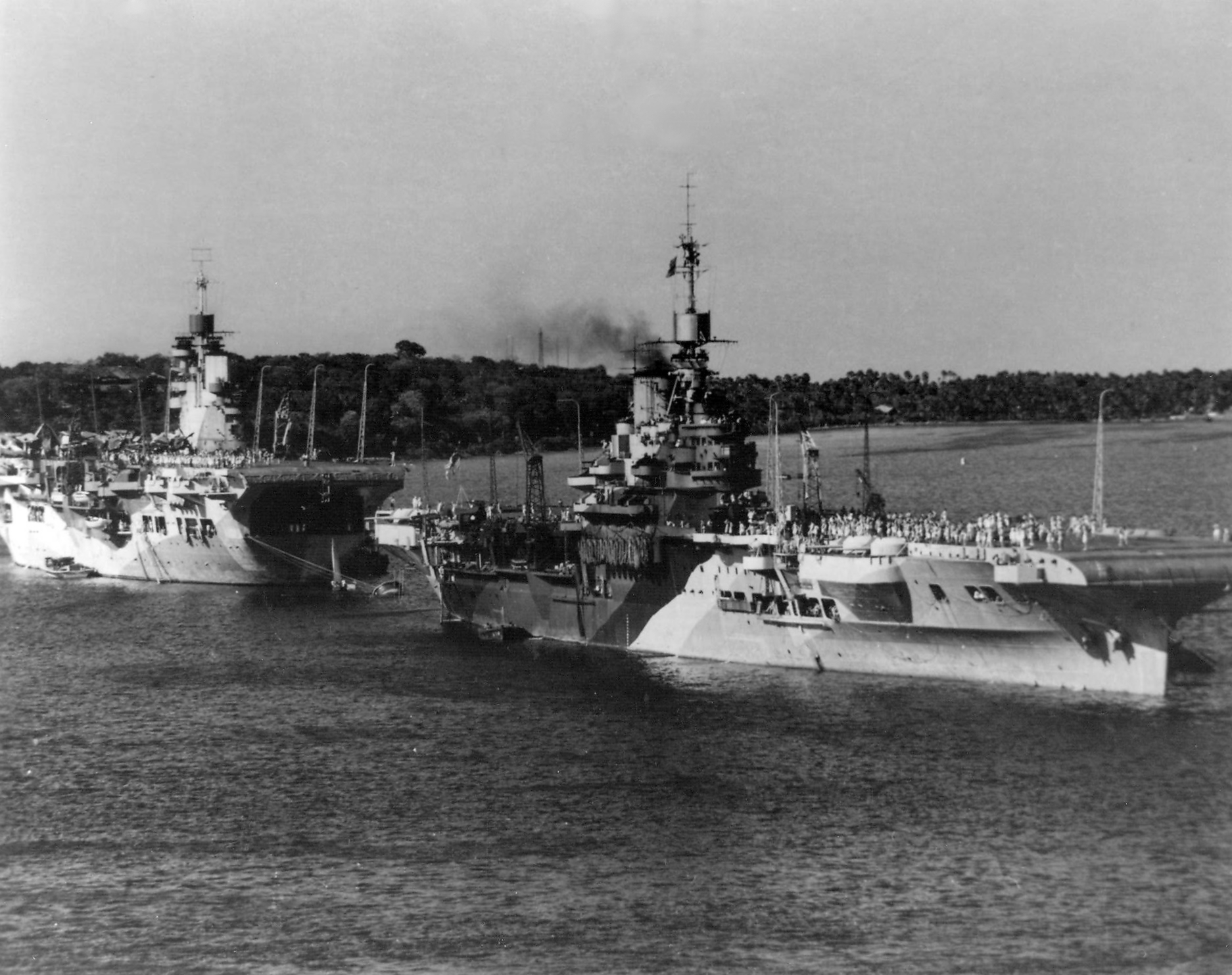
HMS Illustrious et à Trincomalee en 1944

Après de nouveaux travaux de modernisation, il appareille le 30 décembre 1943 en compagnie du porte-avions léger HMS Unicorn, des cuirassés HMS Queen Elizabeth et HMS Valiant, du croiseur de bataille HMS Renown et de destroyers pour des opérations dans l'Océan Indien durant l'année 1944.
Le 16 janvier 1945, le HMS Illustrious quitte Ceylan direction l'Australie en compagnie de ses sister-ship HMS Victorious et HMS Indomitable, du porte-avions HMS Indefatigable, du cuirassé HMS King George V, des croiseurs légers HMS Argonaut, HMS Black Prince et HMS Euryalus ainsi que de neuf destroyers, le tout formant la Task Force 63.

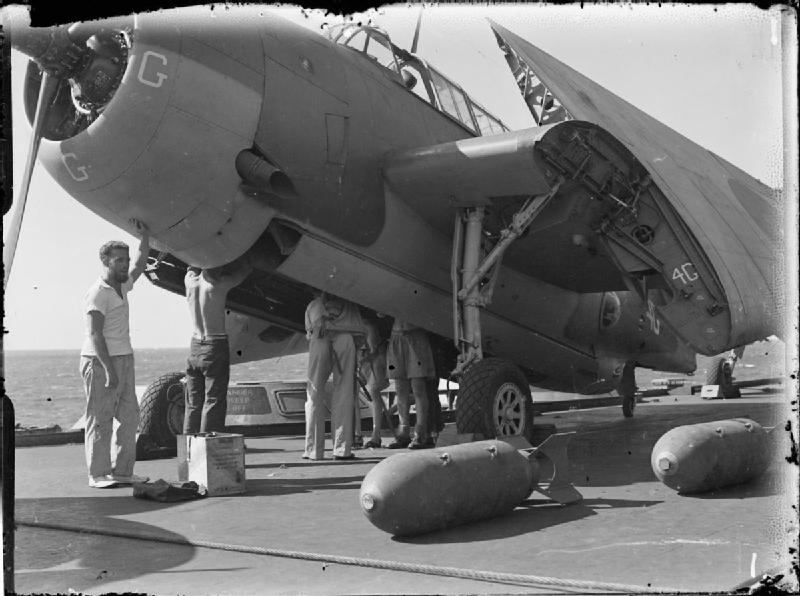
Grumman Avenger sur le pont d'envol du naviguant dans l'océan Indien en prévision du raid sur Surabaya, mai 1944.

Ensuite, après un bref détour au chantier naval de Sydney, il participe à la guerre du Pacifique où il est touché trois fois par des attaques kamikazes japonaises, dont l'une le 6 avril 1945: l'Illustrious est endommagé par un avion kamikaze qui s'écrase à proximité dans l'eau. Il participe cependant du 9 au 12 avril à des raids contre Formose (usines chimiques, aérodromes).
Le 14 avril il est relevé par le HMS Formidable. Le lendemain une inspection sous-marine aux Philippines révèle des dégâts plus importants que prévu.
Retiré des opérations, il rallie Sydney pour des réparations provisoires avant de reprendre la mer le 24 mai 1945. Arrivé à Rosyth le 27 juin il est aussitôt immobilisé pour réparation. Il ne va être disponible qu'en juin 1946. Usé, mal remis des dommages de guerre, il est mis en réserve en 1947.
Réarmé en 1948 il est devenu un porte-avions de seconde ligne, transportant des troupes à Chypre en 1951, alors en lutte contre le dominion britannique, avant de participer le 15 juin 1953 à la revue navale du couronnement à Spithead, qui célèbre le Couronnement d'Élisabeth II.
Il est réformé en 1954, vendu à la BISCO (British Iron & Shipbuilding Company), remorqué à Faslane le 3 novembre 1956, démoli aussitôt.

## Batailles
- Tarente 11 - 12 novembre 1940
- Campagnes d'Afrique, du Moyen-Orient et de Méditerranée 1940-41
  - Couverture aérienne du bombardement de Bardia en Afrique Septentrionale Italienne, 3 janvier 1941
- Madagascar 10 Mars - 22 Avril 1942
- Convois de Malte 9 - 15 août 1942
- Operation Governor 26 - 29 juillet 1943 (L'opération Governor était à la fois une diversion pendant l'Opération Husky et une tentative d'attirer le Tirpitz et d'autres cuirassés lourds hors de l'Altafjord en simulant un raid sur le sud de la Norvège)
- Salerne 3 - 16 septembre 1943
- Campagne d'Asie du Sud-Est
  - Attaques dans le Golfe du Bengale 22 Février - 31 Mars 1944
  - Opération Cockpit 19 avril 1944
  - Java 17 - 18 mai 1944
  - Bombardement de Sabang 10 - 23 juin 1944
  - Bataille de Palembang : Force 63 le 24 janvier et le 29 janvier 1945
- Okinawa 1er avril – 22 juin 1945 après un arrêt à Sydney